# Субнавтика
Субнавтика (в превод: Подморие, на английски Subnautica) е игра с отворен свят с цел оцеляване, все още в процес на разработка от фирмата „Ънноун Уърлдс Ентертеймънт“. Играта позволява изследването на водна планета чрез водолазно гмуркане и придвижване с подводници. Играчът трябва да събира ресурси и храна, за да оцелее. Субнавтика е пусната в „ранен достъп“ на 16 декември 2014 г., като официалното излизане е през август 2016. Играта е разработена с игровия двигател Юнити.

## Игрален процес
Играчът управлява героя си от първо лице, като той е единственият оцелял от корабокрушение на водна планета. Главната цел е да се оцелее и изследва света. Играта позволява събиране на ресурси, изработка на инструменти, строеж на подводни бази и потопяеми превозни средства, както и взаимодействие с местната природа. Играчът трябва да следи за глад, жажда и наличност на кислород по време на пътуване.